# Veckholms prästholme
 Veckholms prästholme är ett naturreservat på en ö med detta namn i Enköpings kommun i Uppsala län.
Reservatet är en obebodd ö i Mälaren med skyddade naturhamnar, klippor och ädellövskog. Här finns blommande buskar och en riklig flora. Till reservatet hör också de två holmarna Klockargubben och Spegubben. Båda två är fågelskyddsområden.